# ホレス・ロバートソン

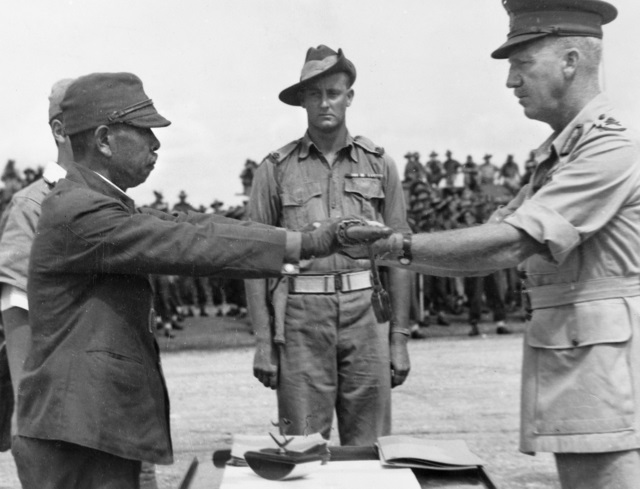
安達二十三中将（左）から軍刀を受け取るホレス・ロバートソン少将（右）（1945年9月13日）

ホレス・ロバートソン（Horace Robertson、1894年10月29日 - 1960年4月28日）は、オーストラリアの軍人である。

## 経歴・人物
ビクトリア州の生まれ。オーストラリア陸軍学校に入学し、卒業後は指揮幕僚学校を経てイギリス陸軍大学校に入学した。卒業後は第一次世界大戦の発生により従軍し、第二次世界大戦では太平洋戦争におけるウェーク島の戦いに参戦し第6オーストラリア師団長を務める。
戦後の1946年（昭和21年）2月にはジョン・ノースコットの後継として来日し、日本占領イギリス連邦占領軍の総司令官に就任した。中国地方および四国地方に駐留したイギリス領インド軍およびオーストラリア軍、ニュージーランド軍の指揮を1951年（昭和26年）の辞任まであたる。また1950年に発生した朝鮮戦争においては朝鮮派遣英連邦司令官も務めた。